# Tilney All Saints
Tilney All Saints – wieś w Anglii, w hrabstwie Norfolk, w dystrykcie King’s Lynn and West Norfolk. Leży 68 km na zachód od Norwich i 140 km na północ od Londynu. Miejscowość liczy 563 mieszkańców.